# Animisme (peinture)
Pour l’article homonyme, voir Animisme.
L'animisme est un courant de la peinture belge de l'entre-deux-guerres.
Porté sur l'évocation de la vie quotidienne, il manifeste cependant un réalisme travaillé par l'évocation singulière des objets et des êtres, cherchant à leur conférer une densité spirituelle, une intensité particulière, une âme.

## Artistes
- Anne Bonnet (née Thonet) (1908-1960)
- Albert Dasnoy (1901-1992)
- Mayou Iserentant (1903-1978)
- Charles Leplae (1903-1961)
- Jacques Maes (1905-1968)
- Marcel Stobbaerts (1899-1979)
- Albert Van Dyck (1902-1951)
- Louis Van Lint (1909-1987)
- War Van Overstraeten (1891-1981)
- Jozef Vinck (1900-1979)
- Henri-Victor Wolvens (1896-1977)